# Mathis (Teksas)
Mathis je grad u američkoj saveznoj državi Teksas. Prema popisu stanovništva iz 2010. u njemu je živjelo 4.942 stanovnika.